# Tomobella
Genre
Tomobella est un genre d'araignées aranéomorphes de la famille des Salticidae.

## Distribution
Les espèces de ce genre sont endémiques de Madagascar.

## Liste des espèces
Selon World Spider Catalog (version 18.0, 24/05/2017) :
- Tomobella andasibe (Maddison & Zhang, 2006)
- Tomobella fotsy Szűts & Scharff, 2009

## Publication originale
- Szűts & Scharff, 2009 : Revision of the living members of the genus Tomocyrba Simon, 1900 (Araneae: Salticidae). Contributions to Natural History, vol. 12, p. 1337-1372.